# Asociación de Mujeres Juezas de España
La Asociación de Mujeres Juezas de España (AMJE) está formada por mujeres y hombres con el objetivo de luchar por un sistema de acceso igualitario a la justifica y defender que el género no debe ser un obstáculo para la libertad, las paz y el desarrollo de los seres humanos.
Se integra en la International Association of Women Judges (IAWJ) de la que forman parte 4.700 magistradas de más 75 países.

## Origen y fundación
AMJE se fundó el 25 de noviembre de 2015. Su origen radica en un viaje a Australia, cuando Gloria Poyatos entró en contacto con tres magistradas de la Corte del Tribunal Supremo del Estado de Queensland. A través de ellas, Gloria conoció la “International Association of Women Judges“, organización mundial fundada en 1991.
Entre las socias fundadoras de la AMJE se encuentran, Gloria Poyatos Matas, Presidenta y cofundadora de la Asociación; Amaya Olivas Díaz; Ana Castán; Lucía Avilés Palacios; Adoración Jiménez; Zita Hernández Larrañaga; Ana Salas; Mar Serna Calvo.

## Objetivos y actividades
Los objetivos de la Asociación son la defensa de los Derechos Humanos, y en concreto de las mujeres y las niñas, así como la promoción de la igualdad en la justicia y la necesidad de aplicar la ley con una perspectiva de género real. Abogan también por visibilizar la necesidad de la formación con perspectiva de género en el sector de la judicatura.
Desarrollan su actividad a través de diferentes comisiones internas sobre los temas más relevantes que se identifican con sus objetivos: Educando en Justicia Igualitaria, Violencia de Género y Juzgar con Perspectiva de Género.

## Logros conseguidos
En 2016, solicitaron a las Real Academia Española la eliminación de la aceptación "mujer del juez" de la voz 'jueza' en el diccionario que edita dicha organización. En ese mismo año, también difundieron 16 propuestas para avanzar en la igualdad real sobre asuntos de violencia de género, delitos sexuales o brecha salarial en línea con las medidas aprobadas por el Congreso de los Diputados. En consonancia con sus objetivos, en 2018 instaron la revisión y actualización del plan de igualdad de la carrera judicial por su "falta de eficacia" instando a que se aplique de una forma obligatoria en todas las actuaciones del Consejo General del Poder Judicial. También en 2018 se sumaron a la huelga feminista del 8M, calificando la misma como pionera y transversal. Victoria Rosell, una de sus socias fundadoras, fue nombrada en 2020 Delegada del Gobierno contra la Violencia de Género. En 2021, la socia Lucía Avilés Palacios ha sido la primera jueza en solicitar al Ministerio de Justicia en 2021, que se incluyera la violencia económica como tipología de violencia machista en el Código Penal.